# Ischnocolus vanandelae
Ischnocolus vanandelae — вид мігаломорфних павуків родини птахоїдів (Theraphosidae). Описаний у 2019 році.

## Етимологія
Вид названо на честь нідерландської натуралістки Присцили ван Андель, яка зібрала типові зразки.

## Поширення
Поширений в Омані та на півдні Ірану. Трапляється у посушливих районах.